# Karate tại Đại hội Thể thao Đông Nam Á 2005

Karate tại Đại hội Thể thao Đông Nam Á năm 2005 được tổ chức từ ngày 27 đến 29 tháng 11 năm 2005 tại Nhà thi đấu Mandaue Coliseum, thành phố Mandaue, đảo Cebu, Philippines. 
Có tổng cộng 18 nội dung thi đấu với 2 nội dung chính là biểu diễn quyền (kata) và đối kháng (kumite)
- Kata: cá nhân và đồng đội cho cả nam và nữ.
- Kumite: cá nhân nam gồm 55 kg, 60 kg, 65 kg, 70 kg, 75 kg, +75 kg và hạng mở; cá nhân nữ gồm 48 kg, 53 kg, 60 kg, +60 kg và hạng mở; có thêm nội dung đồng đội nam và nữ.

Đoàn thể thao Indonesia và Việt Nam thống trị môn Karate với 5 huy chương vàng cho mỗi nước.

## Bảng huy chương
| Hạng               | Đoàn               | Vàng | Bạc | Đồng | Tổng số |
| ------------------ | ------------------ | ---- | --- | ---- | ------- |
| 1                  | Indonesia (INA)    | 5    | 5   | 4    | 14      |
| 2                  | Việt Nam (VIE)     | 5    | 3   | 8    | 16      |
| 3                  | Malaysia (MAS)     | 4    | 6   | 4    | 14      |
| 4                  | Philippines (PHI)  | 3    | 0   | 9    | 12      |
| 5                  | Thái Lan (THA)     | 1    | 1   | 4    | 6       |
| 6                  | Brunei (BRU)       | 0    | 3   | 1    | 4       |
| 7                  | Myanmar (MYA)      | 0    | 0   | 3    | 3       |
| 8                  | Singapore (SIN)    | 0    | 0   | 2    | 2       |
| 9                  | Lào (LAO)          | 0    | 0   | 1    | 1       |
| Tổng số (9 đơn vị) | Tổng số (9 đơn vị) | 18   | 18  | 36   | 72      |

## Tóm tắt kết quả

### Kata
| Nội dung     | Vàng                   | Bạc                          | Đồng                        |
| ------------ | ---------------------- | ---------------------------- | --------------------------- |
| Cá nhân nam  | Ku Jin Keat · Malaysia | Faizal Zainuddin · Indonesia | Noel Espinosa · Philippines |
| Cá nhân nam  | Ku Jin Keat · Malaysia | Faizal Zainuddin · Indonesia | Lê Xuân Hùng · Việt Nam     |
| Cá nhân nữ   | Lim Lee Lee · Malaysia | Nguyễn Hoàng Ngân · Việt Nam | Stephanie Lim · Philippines |
| Cá nhân nữ   | Lim Lee Lee · Malaysia | Nguyễn Hoàng Ngân · Việt Nam | Ng Pei Yi · Singapore       |
| Đồng đội nam | Việt Nam               | Indonesia                    | Philippines                 |
| Đồng đội nam | Việt Nam               | Indonesia                    | Malaysia                    |
| Đồng đội nữ  | Việt Nam               | Malaysia                     | Indonesia                   |
| Đồng đội nữ  | Việt Nam               | Malaysia                     | Myanmar                     |

### Kumite

#### Nam
| Hạng cân    | Vàng                             | Bạc                            | Đồng                             |
| ----------- | -------------------------------- | ------------------------------ | -------------------------------- |
| 55 kg       | Puvaneswaran Ramasamy · Malaysia | Eddie Jofriani Johari · Brunei | Phạm Trần Nguyên · Việt Nam      |
| 55 kg       | Puvaneswaran Ramasamy · Malaysia | Eddie Jofriani Johari · Brunei | Bambang Maulidin · Indonesia     |
| 60 kg       | Kunasilan Lakanathan · Malaysia  | Donny Dharmawan · Indonesia    | Sein Win · Myanmar               |
| 60 kg       | Kunasilan Lakanathan · Malaysia  | Donny Dharmawan · Indonesia    | P. Phouthvoung · Lào             |
| 65 kg       | Nelson Pacalso · Philippines     | Nguyễn Bảo Toàn · Việt Nam     | Ly Wai · Malaysia                |
| 65 kg       | Nelson Pacalso · Philippines     | Nguyễn Bảo Toàn · Việt Nam     | W. Kuaphol · Thái Lan            |
| 70 kg       | Bùi Việt Bằng · Việt Nam         | Sim Chung Hiang · Brunei       | Junel Perania · Philippines      |
| 70 kg       | Bùi Việt Bằng · Việt Nam         | Sim Chung Hiang · Brunei       | S. Suwam · Thái Lan              |
| 75 kg       | Christo Mondolu · Indonesia      | Rayner Kin Siong · Malaysia    | Mai Xuân Lượng · Việt Nam        |
| 75 kg       | Christo Mondolu · Indonesia      | Rayner Kin Siong · Malaysia    | Tong Kit Siong · Brunei          |
| +75 kg      | Umar Syarief · Indonesia         | Jarvis Julian · Malaysia       | Joey Pabillore · Philippines     |
| +75 kg      | Umar Syarief · Indonesia         | Jarvis Julian · Malaysia       | Sanphasit Chonlaphan · Thái Lan  |
| Open weight | Umar Syarief · Indonesia         | Nguyễn Ngọc Thành · Việt Nam   | Mahendran Supremaniam · Malaysia |
| Open weight | Umar Syarief · Indonesia         | Nguyễn Ngọc Thành · Việt Nam   | L. C. Jun · Singapore            |
| Team        | Indonesia                        | Malaysia                       | Philippines                      |
| Team        | Indonesia                        | Malaysia                       | Việt Nam                         |

#### Nữ
| Hạng cân    | Vàng                                | Bạc                                 | Đồng                              |
| ----------- | ----------------------------------- | ----------------------------------- | --------------------------------- |
| 48 kg       | Vũ Thị Nguyệt Ánh · Việt Nam        | Telly Melinda · Indonesia           | Mae Eso Soriano · Philippines     |
| 48 kg       | Vũ Thị Nguyệt Ánh · Việt Nam        | Telly Melinda · Indonesia           | Jittikan Tiemsurakan · Thái Lan   |
| 53 kg       | Maria Marna Pabillore · Philippines | Yanisa Torrattanawathana · Thái Lan | Jenny Zeannet · Indonesia         |
| 53 kg       | Maria Marna Pabillore · Philippines | Yanisa Torrattanawathana · Thái Lan | Đào Thị Tú Anh · Việt Nam         |
| 60 kg       | Nguyễn Thị Hải Yến · Việt Nam       | Puspa Meonk · Indonesia             | Cherli Tugday · Philippines       |
| 60 kg       | Nguyễn Thị Hải Yến · Việt Nam       | Puspa Meonk · Indonesia             | Yamini Gopalasamy · Malaysia      |
| +60 kg      | Gretchen Malalad · Philippines      | Jamaliah Jamaluddin · Malaysia      | Nguyễn Thị Nga · Việt Nam         |
| +60 kg      | Gretchen Malalad · Philippines      | Jamaliah Jamaluddin · Malaysia      | Puspita Triana Gustin · Indonesia |
| Open weight | Yanisa Torrattanawathana · Thái Lan | Yamini Gopalasamy · Malaysia        | Nguyễn Thị Hải Yến · Việt Nam     |
| Open weight | Yanisa Torrattanawathana · Thái Lan | Yamini Gopalasamy · Malaysia        | Gretchen Malalad · Philippines    |
| Team        | Indonesia                           | Malaysia                            | Myanmar                           |
| Team        | Indonesia                           | Malaysia                            | Việt Nam                          |